# Bai Yansong
Bai Yansong (chino simplificado: 白岩松; chino tradicional: 白岩鬆; pinyin: Bái Yánsōng) (nacido el 20 de agosto de 1968) es un comentarista de noticias, presentador y periodista de Televisión Central de China (CCTV). Se ha convertido en una de las figuras más reconocidas de China, sirviendo como el ancla principal en historias como las Olimpiadas de Sydney y el terremoto de Sichuan en 2008. Fue el anfitrión de la gala de año nuevo CCTV 2009.